# Enida

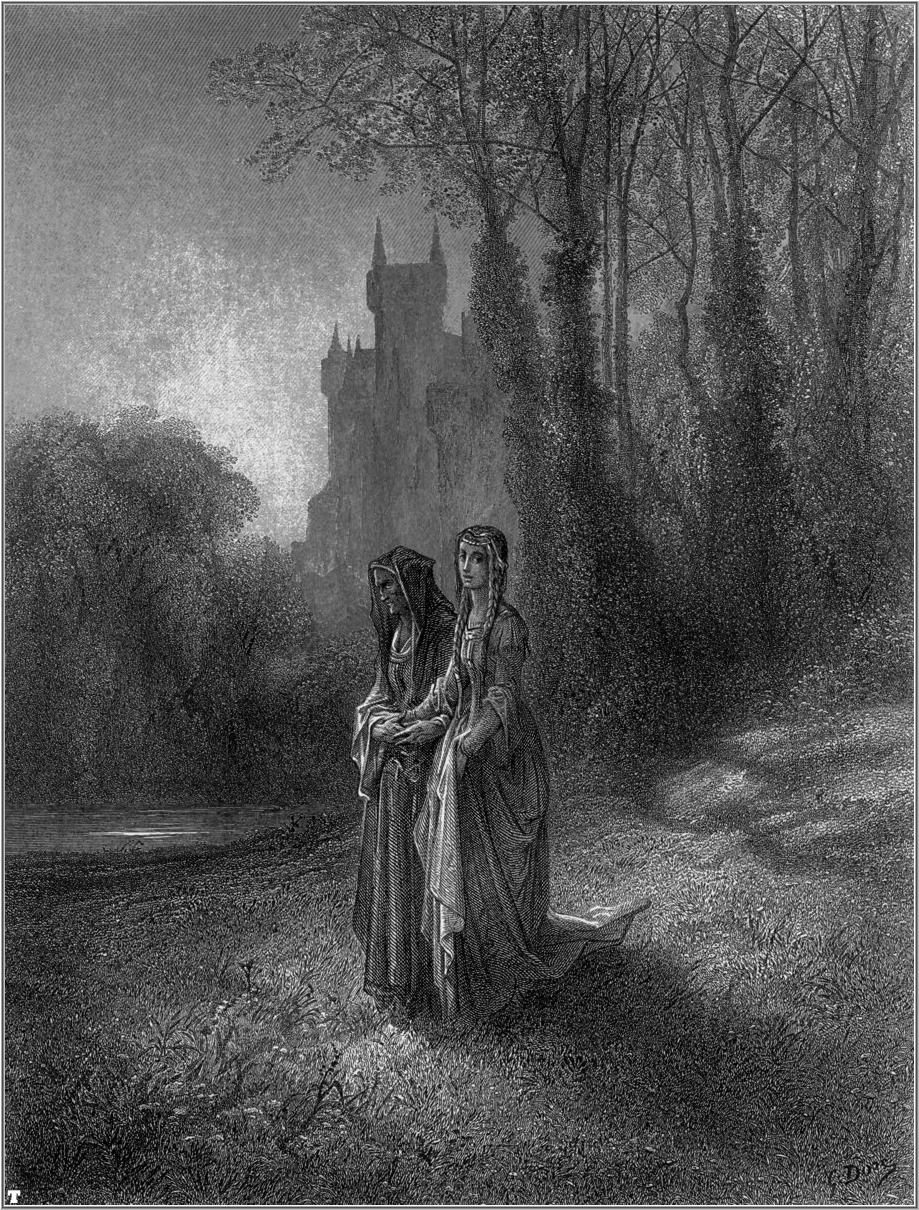
Enida ao lado de sua mãe (1867), ilustração de Gustave Doré para Enide, poema de Idílios do Rei

Enida ou Enide é uma personagem da lenda Arturiana. Ela é a mulher de Erec em Erec e Enide de Chrétien de Troyes, e de Geraint no romance galês Geraint e Enid, análogo à versão de Chrétien. Alguns estudiosos acreditam que tanto o romance em francês antigo quanto o em galês derivam de uma fonte comum mais antiga e agora perdida.
De qualquer forma, parece provável que Geraint derive direta ou indiretamente de Erec, embora Chrétien de Troyes possa ter usado fontes galesas ou em bretão.